# Roitz

Roitz auf einem Messtischblatt aus den 1930er-Jahren

Roitz, niedersorbisch Rajc, war ein Dorf in der Niederlausitz, das 1977/1978 vollständig umgesiedelt und später vom Braunkohlentagebau Welzow-Süd abgebaggert wurde. Die ehemalige Gemarkung bzw. das renaturierte Grubenareal gehört heute zur Gemarkung der Stadt Spremberg (Landkreis Spree-Neiße, Brandenburg).

## Lage
Roitz lag ca. 4 km westlich der Altstadt von Spremberg und hatte mit Josephsbrunn eine nördlich vom Dorf liegende Kolonie. Die Gemeinde lag südlich des Lausitzer Grenzwalls und war ursprünglich von Wäldern und Äckern umgeben. Die Kochsa, ein Bach, der bei Cantdorf in die Spree mündet, entsprang in Roitz. In früheren Jahrhunderten führte mit der Zuckerstraße eine wichtige Handelsstraße, die Mitteldeutschland mit Schlesien verband, südlich am Ort vorbei.

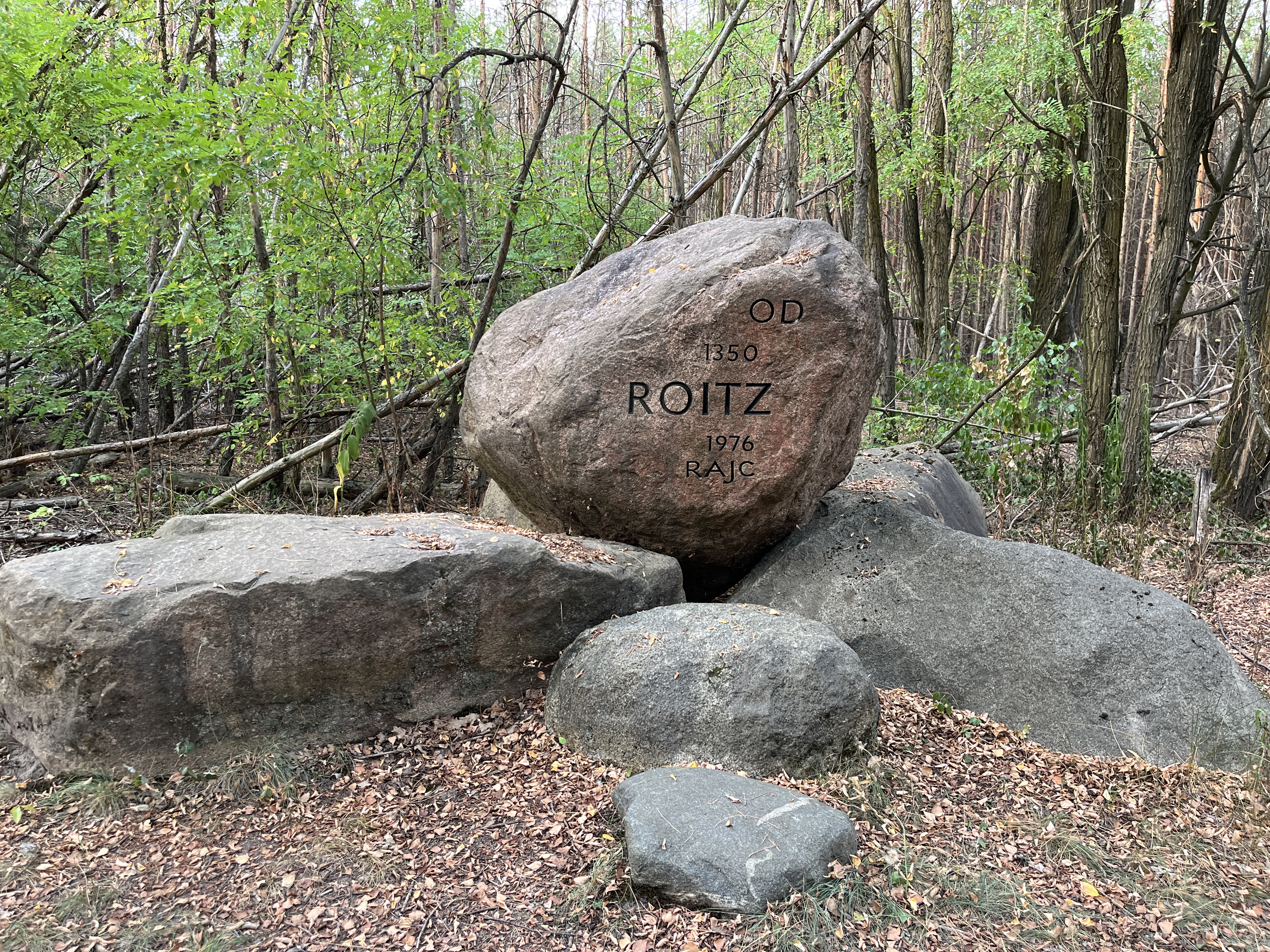
Gedenkstein für Roitz

Heute erinnert ein Gedenkstein an den nicht mehr existierenden Ort. Der Findling mit der Inschrift „Roitz 1350–1976“ liegt auf der Hochkippe Pulsberg in der Nähe des Rodelbergs und markiert den früheren Dorfplatz. An Josephsbrunn erinnert mit der „Josephsbrunner Höhe“ eine eigene Gedenkstelle abseits vom Roitzer Gedenkstein. Mehrere Wege oder Straßen in diesem Gebiet wurden nach der Gemeinde oder markanten Stellen benannt, wie etwa die Roitzer Straße oder die Consulhöhe.

## Geschichte
Die erste urkundliche Erwähnung, damals noch als Roycz, später auch Raicz und Raiz, geht auf das Jahr 1527 zurück. Der Name ist sorbischen Ursprungs (raj = Freude, Vergnügen, Paradies). Um 1785 wurde ca. 800 Meter nördlich des Ortskerns das Vorwerk Josephsbrunn angelegt.

### Roitz im Besitz der von Schütz
Nach dem Tod des ungarisch-böhmischen Königs Ludwig II. in der Schlacht bei Mohács (1526) und dem Regierungsantritt von König Ferdinand (später auch Kaiser des Heiligen Römischen Reiches Deutscher Nation) erhielten die Brüder Siegmund und Georg von Schütz die Bestätigung ihrer Lehen, das Dorf Roitz mit dem Rittersitz und Vorwerk, Trattendorf, 6 Hufen in Terpe, 4 Hufen zu Groß Buckow, 45 Groschen in Graustein, einen freien Hof in Spremberg, drei Gärten und einen Weinberg vor Spremberg sowie eine Wiese unter der Proschimer Heide und die erbliche Freiheit, Brennholz aus der Proschimer Heide zu lesen und zu hauen, ausgenommen davon war Zimmer- und Bauholz. Den Lehenseid legte schließlich nur Siegmund ab, sodass angenommen werden kann, dass er der tatsächliche Besitzer von Roitz war und sein Bruder Georg nur Mitbelehnter. Da es sich um eine Wiederbelehnung handelte, kann angenommen werden, dass Siegmund schon einige Jahre vor 1527 Besitzer von Roitz war.
Siegmund hatte drei Söhne namens Christoph, Otto und Hans, von denen Hans früh starb, sodass nach dem Tod des Vaters 1541 lediglich noch Christoph und Otto den Lehnseid ablegten. Christoph und Otto von Schütz kauften 1542 von ihrem Vetter Heinrich von Schütz das Rittergut Pulsberg. Während Otto das neu hinzu gekaufte Rittergut Pulsberg übernahm, blieb Christoph in Roitz. 1548 bestellte er Trattendorf als Leibgedinge für seine Frau Barbara von Reichenbach. Die Söhne von Christoph von Schütz und der Barbara von Reichenbach, Hans und Georg, teilten nach dem Tod des Vaters das Erbe. Hans von Schütz übernahm Trattendorf und Georg von Schütz übernahm Roitz. Sie werden 1568 als Besitzer der beiden Dörfer genannt, als sie einen Rechtsstreit mit Marten Wuschatz und der ganzen Gemeinde Trattendorf wegen Fischerei- und Holzungsrechten austrugen. 1591 konnte Georg d. Ä. von Schütz auf Roitz noch das Rittergut Pulsberg erwerben. Pulsberg war von Joachim von Schütz, dem Sohn des obigen Otto von Schütz 1588 an Heinrich von Peichwitz verkauft worden, der es dann 1591 an Georg d. Ä. weiterverkaufte. 1610 war Georg d. Ä. von Schütz gestorben, und seine Söhne Christoph, Georg d. J. und Siegmund sowie ihre noch minderjährigen Brüder Samuel und Otto erhielten den Lehnbrief über die vom Vater ererbten Lehengüter Roitz und Pulsberg. In der brüderlichen Teilung von 1612 erhielt Georg Pulsberg. Die übrigen Brüder teilten sich zunächst Roitz. Samuel ist noch vor 1628 verstorben, und Siegmund konnte Klein Loitz übernehmen. Christoph war anscheinend in Geldnöten und musste 1635 ein Darlehen bei Matthes Hauffe, Krüger zu Stradow aufnehmen. 1638 verkaufte er das Recht auf freie Holzlese in der Proschimer Heide an Adam Leupold zu Spremberg, Reuthen und Anteil Graustein. Er starb 1641 und hinterließ fünf nicht lehnsberechtigte Töchter. Otto d. Ä. von Schütz war schon kurz vorher verstorben. Er hinterließ den minderjährigen Sohn Otto und die Tochter Anna. Georg d. J. auf Pulsberg versuchte nun die Belehnung mit Roitz auch im Namen seines Bruders Siegmund auf Klein Loitz und seines minderjährigen Neffens Otto zu bekommen. Das Oberamt verweigerte dies jedoch mit der Begründung, dass Lehensfehler begangen wurden.
Otto d. J. von Schütz konnte die Ansprüche seiner Onkels schließlich 1651 durch die Zahlung von 3.100 Talern ablösen und Besitzer von Roitz werden. 1659 trug Otto von Schütz einen Rechtsstreit mit den Erben des Georg von Muschwitz auf Wintdorf wegen 1000 Talern versprochenem Ehegeld für dessen Ehefrau (vermutlich eine Tante des Otto von Schütz) aus, den der Landeshauptmann Georg Abraham von Grünberg auf Cottbus (1603–1672) entscheiden musste. 1662 stritten sich Erdmann Ludwig von Pfuhl auf Stradow, Otto von Schütz auf Roitz und Martin Reichenbach auf Radeweise wegen ihres jeweiligen Beitrags zu den Pfarr- und Schulhausbauten. Am 14. Februar 1706 starb Otto von Schütz im Alter von 75 Jahren und wurde in Stradow begraben.
Die Söhne Wolf Siegmund und Nickel Erdmann erhielten noch am 25. November 1706 die Belehnung mit den väterlichen Gütern. Nickel Erdmann starb nur ein Jahr später, sodass Wolf Siegmund alleiniger Herr auf Roitz wurde. 1708 lebten 9 Kossäten in Roitz, 1718 waren es 10 Kossäten; Roitz hatte 10 Wohnhäuser (außer dem Rittergut). 1722 hatte Wolf Siegmund von Schütz Streit mit Marianne von Loeben auf Pulsberg wegen der Koppelhütung. Er starb am 2. Januar 1727 unter Hinterlassung von drei unmündigen Söhnen Ferdinand Siegmund, Georg Siegmund und Carl Erdmann. Anscheinend blieb Roitz zunächst im gemeinsamen Besitz der drei Brüder, bis 1745 Ferdinand Siegmund seine Brüder auszahlen konnte. 1755 hatte Roitz 100 Konsumenten. Die durchschnittliche Ernte (in Dresdner Scheffel) betrug 330 Scheffel Korn, 10½ Scheffel Korn, 17 Scheffel Gerste, 72 Scheffel Hafer, 15 Scheffel Erbsen, 87 Scheffel Heidekorn (= Buchweizen), 2 Scheffel Hopfen und 4 Scheffel Lein. Er legte 1764 erneut den Lehnseid ab. Aber bald darauf muss er gestorben sein, denn am 5. September 1788 legte bereits sein Sohn Adolf Siegmund von Schütz den Lehnseid für das Rittergut Roitz ab. Er verkaufte Roitz 1768 an Christian Joseph von Tietzen und Hennig.

### Roitz im Besitz der  von Tietzen und Hennig
Christian Joseph von Tietzen und Hennig (1729–1793) war mit Henriette Charlotte, geborene von Diepow (1760–1806) verheiratet. Das Paar hatte fünf Kinder, drei Töchter und zwei Söhne, darunter den 1787 geborenen späteren preußischen General der Kavallerie und Kommandeur des 5. Armeekorps Wilhelm Ferdinand Joseph Tietzen und Hennig. Christian Joseph wurde wie auch seine Brüder Tobias, Johann Gottfried und Johann Gottlob 1788 in den Reichsadelsstand erhoben. Er war außerdem Erbherr in Josephsbrunn und Laubsdorf. Schon 1768 hatte er Streit mit seinem Nachbarn Johann Schmidt auf Pulsberg wegen der Hütung. 1771 prozessierte die Gemeinde zu Roitz gegen Christian Joseph von Tietzen und Hennig wegen Back- und Brennholzes. Das Rittergut Roitz wurde zwischen 1782 und 1790 von einem Lehngut in ein Erbgut umgewandelt. 1793 ist Christian Joseph von Tietzen und Hennig gestorben. Seine Witwe heiratete in zweiter Ehe den Amtmann Dürr, den Besitzer von Stradow und Wolkenberg. Sie starb am 4. April 1806. 1808 verpachtete Wilhelm von Tietzen und Hennig das Rittergut Roitz an Premier-Leutnant Anton Wilhelm von Goerschen. 1810 wohnten 11 Kossäten und 13 Häusler oder Büdner in Roitz. Möglicherweise verpachtete er Roitz um 1812 an Heinrich Rudolf von Warnsdorf, denn sein Sohn und spätere Besitzer des Rittergutes Bernhard von Warnsdorf wurde 1812 in Roitz geboren. 1815 verkaufte Wilhelm von Tietzen und Hennig schließlich das Rittergut Roitz an Christian Erdmann Zeissig.

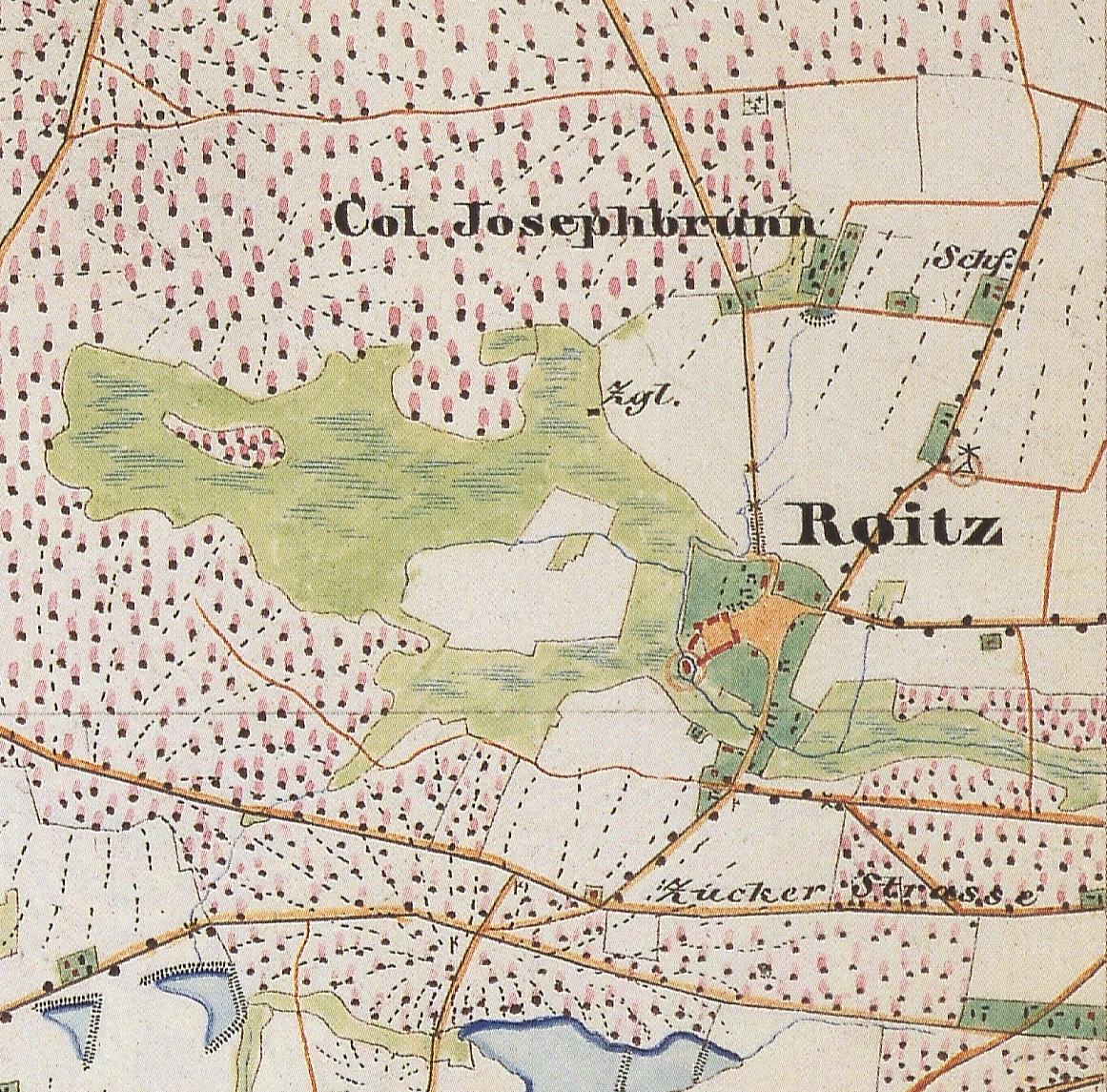
Roitz auf dem Urmesstischblatt 4451 Welzow von 1846

### 19. und 20. Jahrhundert
Christian Erdmann Zeissig war der Sohn des Matthäus Zeissig, der 1763 das Rittergut Göritz, das er vorher schon als Pächter bewirtschaftet hatte. 1786 trat er Göritz an seinen Sohn Christian Erdmann Zeissig ab. 1804 verkaufte dieser Göritz an den Oberregierungsrat Hans Carl Gottlob von Reinsperg. Die Topographisch-statistische Uebersicht des Regierungsbezirks Frankfurth a. d. O. von 1820 (Stand: 1818) unterscheidet das adlige Dorf mit Vorwerk mit 195 Einwohnern und 31 Wohnhäusern, den Roitzer Anbau (Josephsbrunn) mit sieben Büdnerwohnungen und 25 Einwohnern, die Roitzer Schäferei mit einem Wohnhaus und drei Bewohner, die Roitzer (Wind-)Mühle mit einem Wohnhaus und drei Einwohnern und die Roitzer Ziegelscheune, die unbewohnt war.
1829 bis 1834 war eine Frau Amtmann Weiß geb. Zeissig, sicher eine Tochter des Christian Erdmann Zeissig die Besitzerin des Rittergutes. Während ihrer Besitzzeit fand die Regulierung von Gemeinde- und Gutsbesitz und die Ablösung der Dienste statt. Frau Amtmann Weiß verkaufte Roitz 1838 für 27.300 Taler an Wilhelm von Meyern-Hohenberg (1773–1848). Von ihm gelangte das Rittergut Roitz an Frau Ernestine Elisabeth Christiane Schober, geb. Kiesewetter, geschiedene von Warnsdorf.
Die Topographisch-statistische Uebersicht des Regierungs-Bezirks Frankfurt a. d. O. von 1844 (Stand: 1840) führt Frau Schober bereits als Besitzerin auf. Sie war zuerst mit dem späteren königlich-preußischen Major Heinrich Rudolf von Warnsdorf (1775–1855) verheiratet, der 1798 eine Hälfte das Mannlehenritterguts Gersdorf am Queis übernommen hatte (1799 kaufte er auch die andere Hälfte von seinem Bruder). Die Ehe von Ernestine Elisabeth Christiane geb. Kiesewetter und Heinrich Rudolf von Warnsdorf wurde geschieden, und sie heiratete in zweiter Ehe den Superintendenten Johann Gottlieb Schober, der allerdings schon 1848 verstorben war. 1843 erscheint ein Schenkwirt Schumann zu Roitz. 1845 wurde der Windmühlenbesitzer Kossack in Roitz für den Fortfall des Mahlzwangs auf seiner Mühle entschädigt. Die Windmühle stand ca. 500 Meter nordöstlich des Ortskerns. Nach Berghaus hatte das Gut Roitz mit Josephsbrunn 1853 eine Gesamtgröße von 1241 Morgen 108 Quadratruten, davon waren 418 Morgen 15 Quadratruten Acker, 23 Morgen 93 Quadratruten Wiesen, und 506 Morgen und eine Quadratrute Forstland. Die Schatzung betrug 500 Gulden. Ernestine Elisabeth Christiane Schober starb 1856.
Von 1857 bis 1861 war ihr Sohn Bernhard von Warnsdorff (* 1812 in Roitz) aus ihrer ersten Ehe Besitzer des Rittergutes Roitz. Er war schon vorher Verwalter auf Roitz gewesen. 1845 war er zum Feuer- und Wege-Polizei Commissarius des 3. Bezirks des Kreises Spremberg gewählt worden. Er zog 1861 von Roitz weg und verkaufte das Gut an Friedrich August Richter.
Von 1861 bis 1879 gehörte Roitz dem Friedrich August Richter (1815–1882). Er war mit Auguste Belten, Tochter des Johann Christian Belten auf Tornitz und der Johanna Friedrike Krüger, verheiratet. Durch diese Heirat gelangte er auch in Besitz des Rittergutes Tornitz. 1862 wurde er zum Feuer- und Wege-Polizei Commissarius des 3. Bezirks des Kreises Spremberg gewählt, anstelle des verzogenen von Warnsdorf. 1877 wurde ein Begräbnisplatz (Kirchhof: Messtischblatt Nr. 4451) nördlich des Ortskern und nördlich des Vorwerks Josephsbrunn an der Gemarkungsgrenze zu Stradow angelegt. 1879 hatte das Gut eine Gesamtgröße von 301,33 ha, davon waren 140,64 ha Acker, 28,44 ha Wiesen, 12,70 ha Weiden, 115,95 ha Wald, 3,65 ha Wasser. Der Grundsteuerreinertrag war auf 2359,47 Mark festgesetzt. 1879 verkaufte Friedrich August Richter das Gut Roitz an Robert Paul Blütchen.
1884 veräußerte Paul Blütchen das Gut Roitz an Georg Karl Dietrich Wilkens. Paul Blütchen pachtete danach die Domäne Muskau (bis 1890). Von 1888 bis 1890 soll noch ein Rentier Meißner als Besitzer des Gutes Roitz gefolgt sein.
1890 erwarb der Hallenser Agrarwissenschaftler Prof. Karl Freytag und sein Sohn Robert Freytag das Gut Roitz. Ab 1892 war Robert Freytag alleiniger Besitzer des Gutes. 1902 wurde der erste Kaufladen im Dorf eröffnet. Robert Freytag war nicht nur Gutsbesitzer, sondern auch Leiter einer Ackerbauschule auf seinem Gut. 1913 gab es einen Gasthof und eine Schmiede im Ort. Außerdem existierten ein Kriegerverein und ein Radfahrerverein. Robert Freytag starb am 5. November 1914 in Cottbus an Kriegsverletzungen, die er an der Ostfront erlitten hatte. Damit kam auch das Ende der Ackerbauschule.
1921 gehörte das Rittergut Roitz Frau Anna Freytag geb. Kühn, der Witwe des Robert Freytag. Es war verpachtet an einen Wolbrich. Administrator des Gutes war Graf Ferdinand Nikolaus Karl Robert von Luckner (verheiratet seit 10. August 1913 mit Alice Auguste Luise Charlotte Freytag). Außerdem fungierte noch ein Inspektor Stäglich. Das Gut hatte eine Gesamtgröße von 331,3 ha (angegeben 333,2 ha), davon waren 175 ha Acker, 47 ha Wiesen, 7 ha Weiden, 100 ha Wald, 2 ha Hofraum/Wege und 0,3 ha Wasser. Der Tierbestand belief sich auf 12 Pferde, davon 2 Zuchtstuten, 28 Stück Rindvieh, davon 25 Kühe, ein Deckbulle und zwei Zugochsen, 16 Schweine, davon vier Zuchtsauen, und 86 Schafe davon 76 Mutterschafe. Der Betrieb besaß eine eigene elektrische Anlage und drei Motorpflüge. Als Besonderheit wird eine Karakulstammherde vermerkt.
1923 hatte sich das Eigentumsverhältnis nicht geändert. Besitzern des Gutes Roitz war weiterhin Witwe Anny Freytag, geb. Kühn. Unter den Besonderheiten ist vermerkt, dass eine Motorführerschule gab. Außerdem ist besonders die älteste Karakulschafzucht Deutschlands hervorgehoben, Die Gesamtgröße ist in diesem Werk mit 320 ha angegeben, davon 200 ha Acker, 40 ha Wiesen, 6 ha Weiden, 70 ha Holzung, 4 ha Unland und Wasser, 8 Pferde, 34 Stück Rindvieh, davon 20 Kühe, 80 Schafe und 30 Schweine. 100 ha Acker, waren einzeln verpachtet. Ab 1930 gab es auch eine Poststelle in Roitz.
1929 hatte die Neumärkische Ritterschaftsdirektion Frankfurt a. O. das Gut wegen Überschuldung übernommen. Die Schulden waren auf 150.000 Mark aufgelaufen. Die Ritterschaftsdirektion setzte Robert Meder als Verwalter ein. Niekammers Landwirtschaftliches Güter-Adressbuch der Provinz Brandenburg nennt eine Gesamtgröße von 320 ha, davon waren 200 ha Acker, 40 ha Wiesen, 6 ha Weiden, 70 ha Holzung, 3 ha Unland und 1 ha Wasser. Der Grundsteuerreinertrag war auf 2360 Mark festgesetzt. An Tierbestand werden 8 Pferde, 34 Stück Rindvieh, davon 20 Kühe, 80 Schafe und 30 Schweine genannt. 1929 wurde das Gut Roitz für 160.000 Mark an Otto Sell verkauft. 1938 verkaufte Otto Sell das Gut an Hans Hellmuth Kiepert.
Mit der Bodenreform von 1946 wurde das Gut enteignet. Ein Teil der Gutsfläche wurde an Kleinbauern verteilt. Das Gut erhielt aber auch Teile der Stradower Flur hinzu, sodass das Gut wieder eine Größe von 230 ha erreichte. Es wurde ab 1945 zunächst einmal von der Güterverwaltung des Landes Brandenburg weiter geführt. 1949 wurde das Gut in ein Volksgut umgewandelt, später wurde das Gut Groß Düben übernommen. 1975 folgte die Übernahme des Gemüsekombinats Trattendorf, und gemeinsam mit der LPG Proschim wurde die Kooperative Abteilung Pflanzenproduktion Schwarze Pumpe gegründet.
1958 wurde eine erste LPG vom Typ I Dr. Erani mit fünf Betrieben gegründet. 1960 wurde die LPG „Lindengrün“ gegründet, die alle landwirtschaftlichen Betriebe in Roitz umfasste, insgesamt 52 Mitglieder mit 120 ha landwirtschaftlicher Nutzfläche.
1959 wurde die Straße nach Spremberg asphaltiert. 1976 wurde die LPG Lindengrün aufgelöst. Am 3. Juli 1977 fand das letzte Dorffest statt. Aus Roitz siedelten 1977 offiziell 209 Einwohner um, aus Josephsbrunn 100 Einwohner.
| Einwohnerentwicklung in Roitz von 1875 bis 1971 | Einwohnerentwicklung in Roitz von 1875 bis 1971 | Einwohnerentwicklung in Roitz von 1875 bis 1971 | Einwohnerentwicklung in Roitz von 1875 bis 1971 | Einwohnerentwicklung in Roitz von 1875 bis 1971 | Einwohnerentwicklung in Roitz von 1875 bis 1971 | Einwohnerentwicklung in Roitz von 1875 bis 1971 | Einwohnerentwicklung in Roitz von 1875 bis 1971 |
| Jahr                                            | Einwohner                                       | Jahr                                            | Einwohner                                       | Jahr                                            | Einwohner                                       | Jahr                                            | Einwohner                                       |
| ----------------------------------------------- | ----------------------------------------------- | ----------------------------------------------- | ----------------------------------------------- | ----------------------------------------------- | ----------------------------------------------- | ----------------------------------------------- | ----------------------------------------------- |
| 1875                                            | 323                                             | 1925                                            | 338                                             | 1946                                            | 303                                             | 1971                                            | 245                                             |
| 1890                                            | 304                                             | 1933                                            | 292                                             | 1950                                            | 309                                             |                                                 |                                                 |
| 1910                                            | 374                                             | 1939                                            | 282                                             | 1964                                            | 335                                             |                                                 |                                                 |

1998 gründeten die ehemaligen Bewohner den Roitzer Heimatverein, der jährlich zum Steinfest am Gedenkstein sowie zur Roitzer Kirmes nach Komptendorf einlud. Die Mitglieder kümmerten sich um den Erhalt des Gedenksteins und des Roitzer Gemeinschaftsgrabs auf dem Waldfriedhof in Spremberg.

## Kommunale Geschichte
Im Unterschied zu den benachbarten Dörfern Jessen, Stradow und Wolkenberg, die zu diesem Zeitpunkt als Teil der Herrschaft Cottbus zur Mark Brandenburg gehörten, lag Roitz im sächsischen Teil der Niederlausitz, der 1635 an Sachsen gelangt war. Roitz gehörte zum Sprembergischen Kreis der sächsischen Niederlausitz. Erst 1815, im Zuge des Wiener Kongresses, wurde Roitz preußisch und in den neu geschaffenen Kreis Spremberg-Hoyerswerda eingegliedert, der zum Regierungsbezirk Frankfurt/Oder der Provinz Brandenburg gehörte. 1825 wurde dieser Kreis wieder aufgelöst und ein neuer Kreis Spremberg geschaffen. Im 19. Jahrhundert bestanden neben der Gemeinde bzw. dem Gemeindebezirk der Gutsbezirk, die erst 1928 zur Landgemeinde Roitz vereinigt wurden. Im Zuge einer Kreisreform in den Jahren 1872 bis 1874 in Preußen wurden Amtsbezirke geschaffen. Gemeinde- und Gutsbezirk Roitz einschl. Josephsbrunn wurden dem Amtsbezirk No. 8 Stradow des Kreises Spremberg zugewiesen. Zum Amtsvorsteher wurde der Königliche Landrat a. D. und Rittergutsbesitzer Ernst Friedrich August Burscher von Saher zum Weißenstein auf Straußdorf gewählt. Sein Stellvertreter war der Kreisdeputierte und Rittergutsbesitzer Holm von Diepow auf Göhrigk. Im Zuge der Umsiedlung wurde die Gemeinde am 1. Mai 1978 nach Spremberg eingemeindet. Nur kurz danach begann die Devastierung.

## Schulgeschichte
Die Kinder von Roitz gingen ab 1822 in Stradow zu Schule. Ob sie vorher im Dorf unterrichtet wurden, ist nicht bekannt. Das Schulhaus in Stradow war das Küsterhaus, in dem der Küster die Kinder in seiner Stube unterrichtete. 1835 wurde die allgemeine Schulpflicht eingeführt. 1846 musste in Stradow ein neues Schulgebäude errichtet werden, denn das alte Küsterhaus und Schulgebäude war dringend sanierungsbedürftig. Zumindest bis 1872 erfolgte der Unterricht in zwei Klassen noch in sorbischer Sprache.
1845 gründete Freiherr Alexander Hermann von Patow in Gliechow eine Ackerbauschule und stellte dafür sein Gut und das Gutshaus zur Verfügung. In der Schule sollten junge Schüler in einem dreijährigen Lehrgang zu befähigt werden, einen bäuerlichen Betrieb selber zu führen, oder als Verwalter und Inspektoren Gutsbetriebe zu führen. Die Schule erhielt einen Zuschuss von 800 Talern vom Bezirk Frankfurt a. d. O. und war zunächst auf 9 Jahre befristet. Lediglich vier Schüler wurden jährlich aufgenommen. Aufgrund des guren Erfolgs der Schule wurde die Befristung mehrfach verlängert. 1872 trat Freiherr von Patow aus Altersgründen zurück. Die Schule wurde 1876 nach Schöllnitz verlegt. 1900 wurde sie schließlich nach Roitz verlegt. Sie wurde von Robert Freytag geleitet und existierte noch bis 1914. In dieser Lehranstalt der Provinz Brandenburg wurden Schüler durch drei Lehrer in Theorie und Praxis der Landwirtschaft unterrichtet. Ein Kurs dauerte 2 Jahre. 1902 waren 20 Schüler aufgenommen. Das Schulgeld betrug jährlich 40 Mark. Die Schule erhielt aber einen jährlichen Zuschuss von 2.400 Mark von der Provinzialverwaltung. Mit dem Ausbruch des Ersten Weltkriegs wurde der Schulbetrieb eingestellt. Robert Freytag wurde zum Kriegsdienst eingezogen und erlitt schon 1914 eine schwere Verwundung, an der er im November 1914 verstarb.
1946 wurde für kurze Zeit erneut eine Ackerbauschule im Gut eingerichtet. 1949 wurde das bisherige Landesgut Volkseigenes Gut. Der Schulbetrieb wurde wieder eingestellt. 1951 wurde auf dem Gut eine landwirtschaftliche Außenstelle der Spremberger Berufsschule eingerichtet, in der theoretischer Unterricht gegeben wurde. Das ehemalige Herrenhaus des Gutes, den Roitzern auch als Schloss bekannt, wurde 1955/56 in ein Lehrlingswohnheim umgewandelt, in dem nun 70 bis 80 Lehrlinge internatsmäßig untergebracht werden konnten. Die Außenstelle der Spremberger Berufsschule bildete nun Lehrlinge in dreijähriger Ausbildung in der Landwirtschaft aus. Die Außenstelle der Berufsschule Spremberg existierte bis 1971.

## Bahn- und Busverbindung
Roitz wurde 1907 an die neu gebaute Bahnstrecke Proschim-Haidemühl–Spremberg angeschlossen, die den Ort bis 1947 mit bis zu sechs Zugpaaren täglich bediente. Nach deren Einstellung fuhr noch die Spremberger Stadtbahn, bis Ende der 1950er Jahre ein Busverkehr eingerichtet wurde.

## Der Braunkohlebergbau
Auf dem Gemeindegebiet wurde ab 1891 mit der Eröffnung der Grube Consul Bergbau betrieben und in dieser Braunkohle des 1. Lausitzer Flözes im Untertagebau abgebaut. Betreiber der Grube war die Niederlausitzer Kohlenwerke AG. Der Abbau wurde zunächst bis 1906 in der „alten Anlage“ betrieben, danach in der „neuen Anlage“. Diese lag jedoch auf dem Gebiet der Nachbargemeinde Pulsberg, wenngleich sich das Grubenfeld ab 1916 teilweise wieder auf das Roitzer Gebiet erstreckte. Über die Kohlebahn wurde die Kohle nach Spremberg gebracht. Die Grube wurde am 9. Januar 1930 wegen Erschöpfung der Kohlelager geschlossen. Heute ist im Bereich der Grube nur noch ein Teich zu sehen.

## Das Verschwinden der sorbischen Sprache
Der Ort lag im sorbischen Siedlungsgebiet. Der Anteil der Sorbisch sprechenden Einwohner verringerte sich jedoch im Laufe der Zeit. 1850 waren von 271 Einwohnern noch 256 Einwohner sorbischsprachig (= 94 %), 1867 waren es noch 216 Einwohner von insgesamt 288 Einwohnern (=74,5 %). Für 1884 werden in einer Untersuchung von Arnošt Muka bereits 178 deutsche und 175 sorbische Einwohner genannt, wobei letztere teilweise auch deutsch verstanden. Mit dieser Bevölkerungsverteilung unterschied sich Roitz von den Orten in der näheren Umgebung, die einen deutlich höheren Anteil an sorbischsprachigen Einwohnern hatten. Ernst Tschernik zählte 1956 321 Einwohner, davon hatte noch ein Einwohner Sorbischkenntnisse.

## Gemeindevorsteher und Bürgermeister (unvollständig)
- 1908, 1913 Roesiger[38][24]
- 1929 Wilhelm Jainz, Bergmann[39]
- 1932 Hermann Seeländer, Landwirt[40]

## Persönlichkeiten
- Wilhelm von Tietzen und Hennig (1787–1869), preußischer General der Kavallerie, geboren in Roitz
- Wilhelm von Meyern-Hohenberg (1773–1848), preußischer Generalmajor, Gutsbesitzer in Roitz ab 1838
- Karl Freytag (1831–1908), Agrarwissenschaftler, Gutsbesitzer in Roitz von 1890 bis 1892